# The Adventures of Kathlyn
The Adventures of Kathlyn è un serial muto del 1913-1914 diretto da Francis J. Grandon con la supervisione di Thomas Persons e di William Nicholas Selig. Interprete dei tredici episodi, la bionda Kathlyn Williams (1879 – 1960).
Nel 1916, dato il grande successo riportato al botteghino dal serial, venne rifatto con un film dallo stesso titolo, The Adventures of Kathlyn, usando lo stesso cast e lo stesso regista.
Il serial venne ideato da William Nicholas Selig. Il produttore si rese conto della popolarità dei romanzi a puntate che apparivano sui giornali e pensò di applicare lo stesso metodo al cinema. Con la collaborazione del Chicago Tribune, quotidiano che cercava di imporsi sul mercato ricorrendo a metodi sensazionalistici, Selig propose una storia a episodi che usciva al cinema a scadenza bisettimanale e che, scritta da Harold McGrath, veniva ripresa in contemporanea dal Tribune.
Benché il primo serial della storia del cinema sia stato What Happened to Mary?, prodotto dalla Edison Studios, The Adventures of Kathlyn è considerato più importante perché adotta il sistema del cliffhanger: alla fine di ogni episodio, la storia raggiunge un climax che, interrotto dalla fine puntata, lascia in sospeso la narrazione. La soluzione viene offerta solo allo spettatore che torna in sala per vedere come, nel nuovo episodio, verrà risolto lo snodo narrativo. Il sistema diventa una sorta di marchio che connota da allora in poi il film seriale.

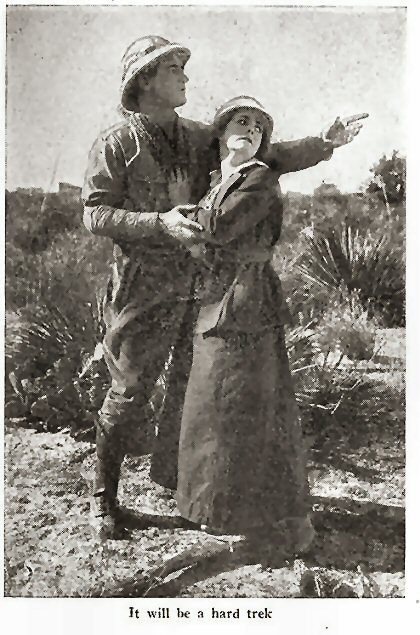
Una scena del serial

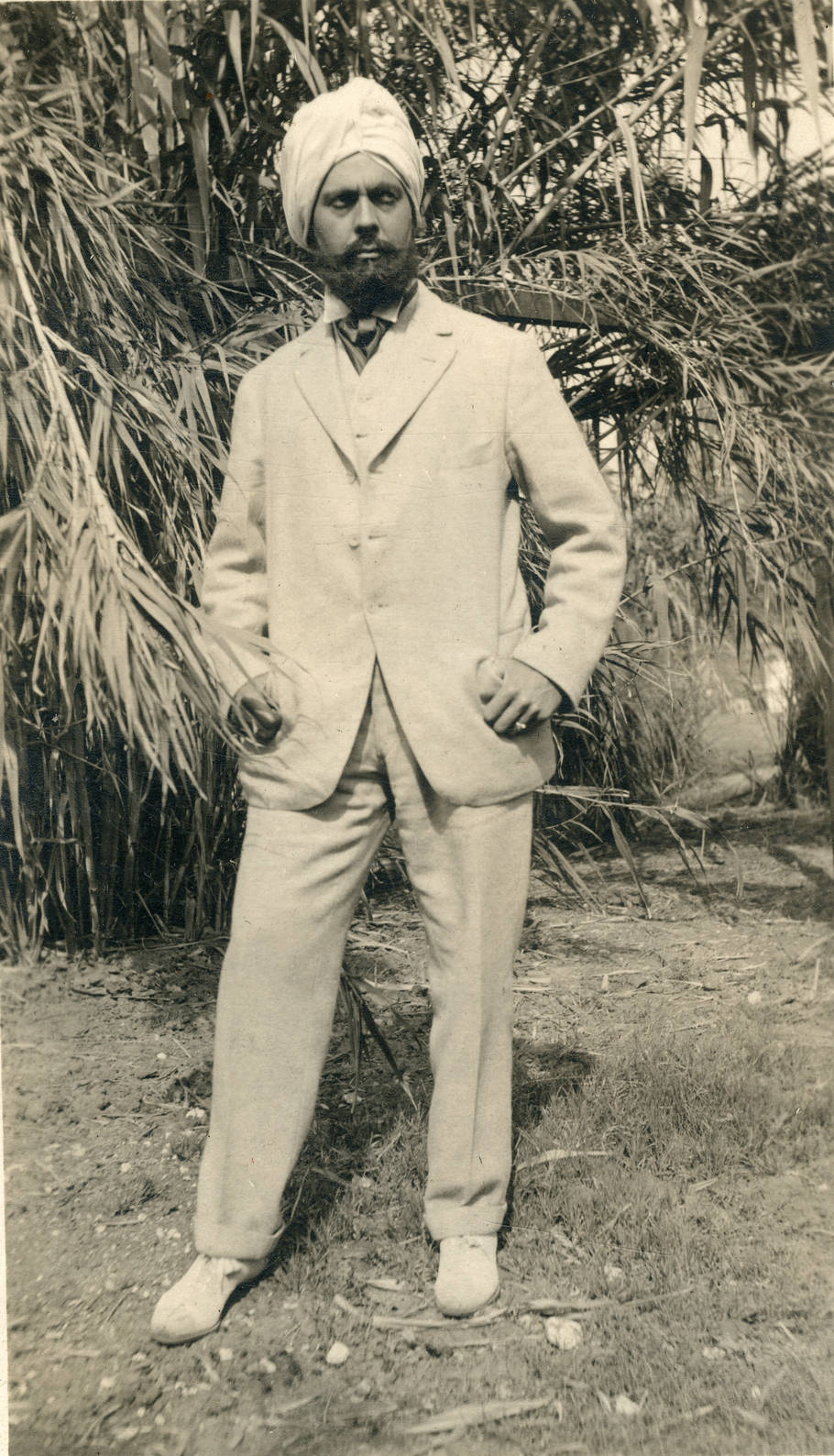
Il principe Umballah, il cattivo

## Trama
Kathlyn Hare, figlia del colonnello Hare, collezionista californiano di animali selvaggi, si reca insieme a sua sorella Winnie ad Allaha, un piccolo regno indiano, dove il principe Umballah tiene prigioniero suo padre. Kathlyn affronta numerose avventure, salva il padre e la sorella, scopre l'identità del vero re e conquista la libertà.

## Produzione
Il serial fu prodotto dalla Selig Polyscope Company. Venne girato negli studi di Chicago, utilizzando i numerosi animali della casa di produzione, animali che sono parte integrante di quello che diventa lo zoo della Selig a Lincoln Heights (Los Angeles).

## Distribuzione

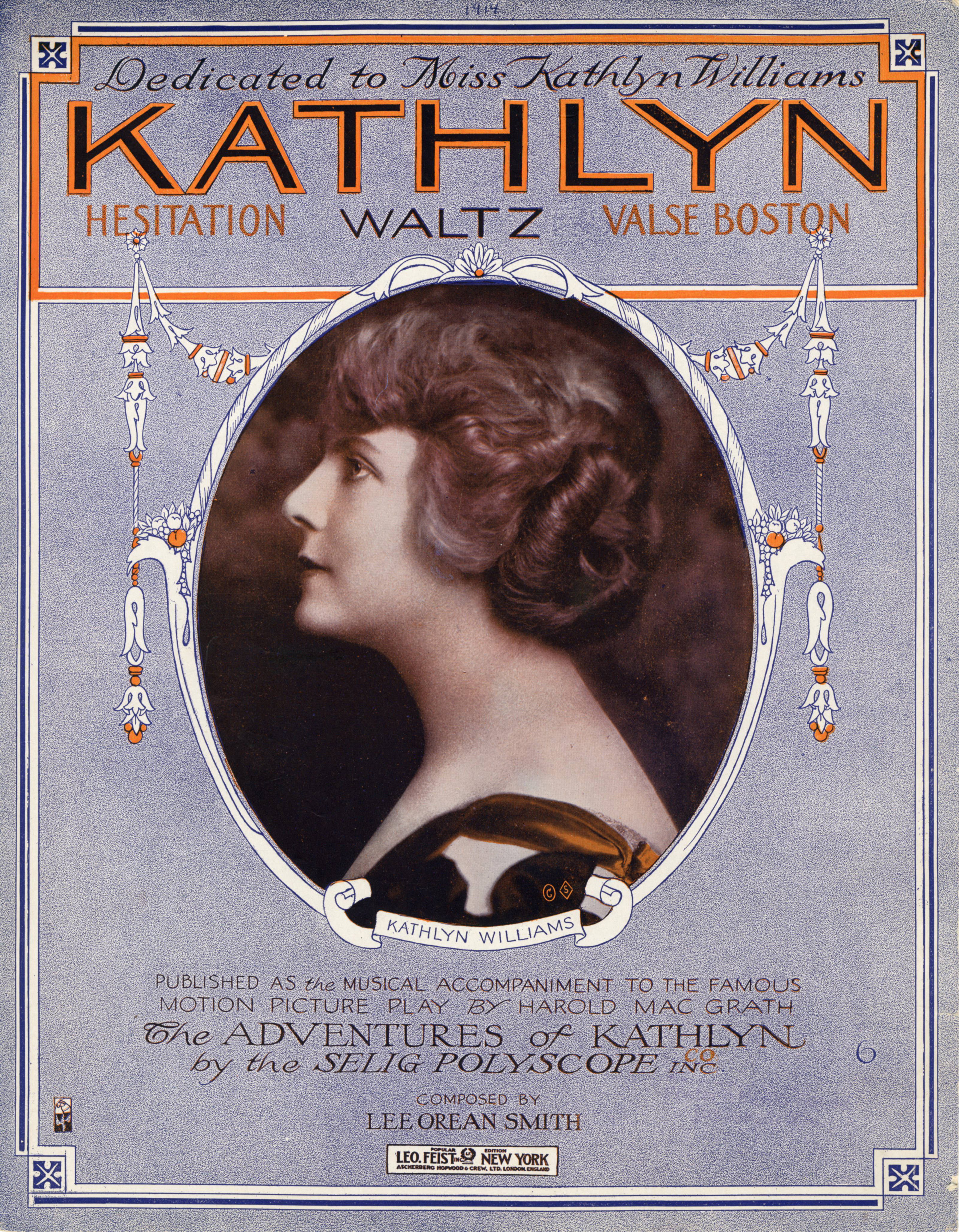
Partitura delle musiche del film

Distribuito dalla General Film Company, il film uscì nelle sale cinematografiche statunitensi diviso in 13 episodi. Il primo, in tre rulli, venne distribuito il 29 dicembre 1913. Tutti gli altri, in due rulli l'uno, uscirono l'anno seguente, nel 1914.
Le proiezioni in sala erano accompagnate dalle musiche composte da Lee Orean Smith.
In Germania, il serial uscì con il titolo Die Abenteuer der Kathlyn, in Francia con quello di Les Aventures de Kathlyn. Il titolo internazionale spagnolo è Las aventuras de Kathlyn.

### Date di uscita
1. The Unwelcome Throne, USA 29 dicembre 1913
2. The Two Ordeals, USA 12 gennaio 1914
3. The Temple of the Lion, USA 26 gennaio 1914
4. The Royal Slave, USA 9 febbraio 1914
5. A Colonel in Chains, USA 23 febbraio 1914
6. Three Bags of Silver, USA 9 marzo 1914
7. The Garden of Brides, USA 23 marzo 1914
8. The Cruel Crown, USA 6 aprile 1914
9. The Spellbound Multitude, USA 20 aprile 1914
10. The Warrior Maid, USA 4 maggio 1914
11. The Forged Parchment, USA 18 maggio 1914
12. The King's Will, USA 1º giugno 1914
13. The Court of Death, USA 15 giugno 1914

### Conservazione
Il serial è presumibilmente perduto. Esiste una copia del primo episodio negli archivi della Cineteca del Friuli; un'antologia di frammenti si trova in quelli del Nederlands Filmmuseum.